# Принтер

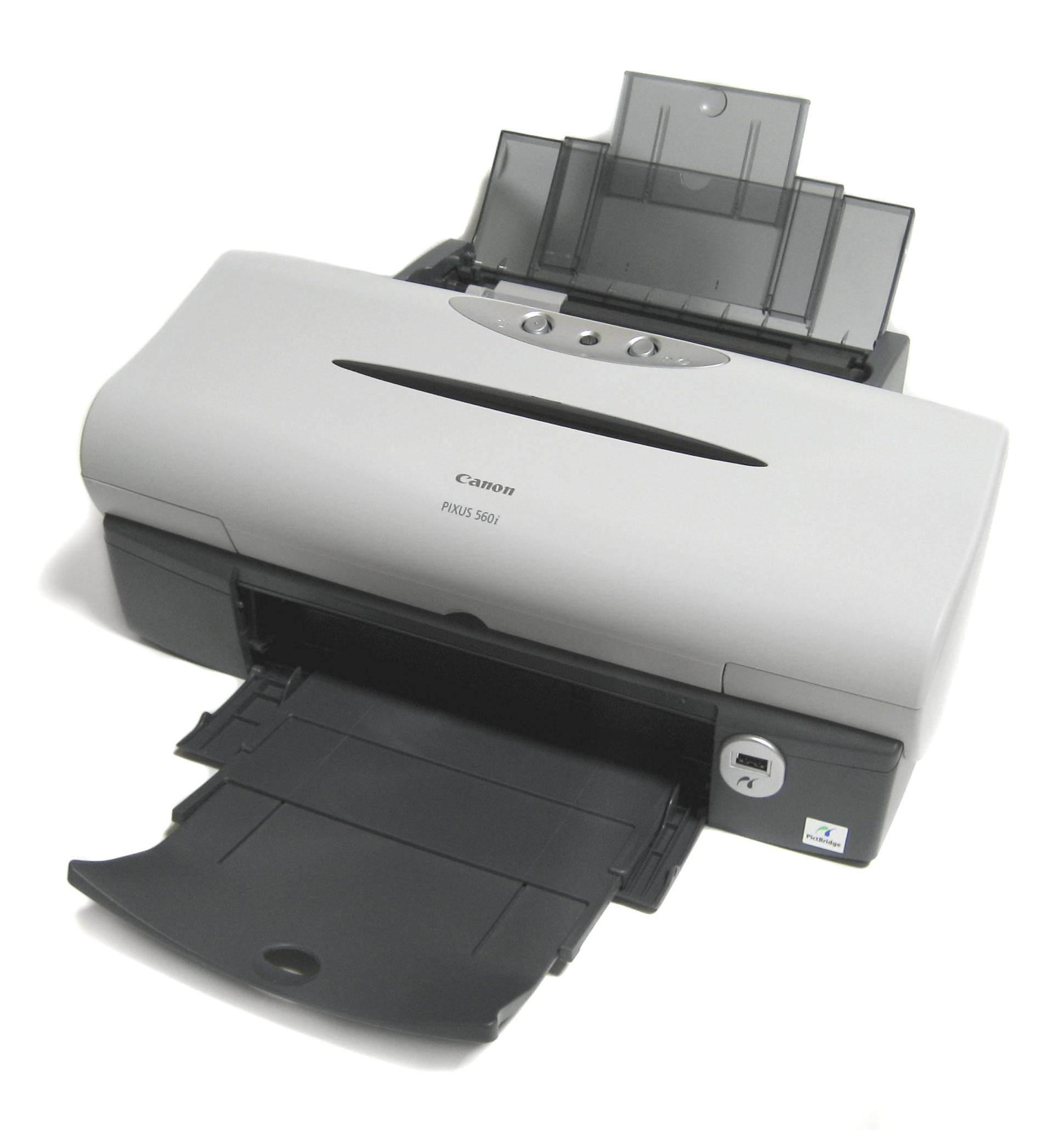
Принтер Canon PIXUS 560i

Комп'ютерний принтер (англ. printer — друкар) — периферійний друкувальний пристрій, що підключається до комп'ютера (чи очікує підключення накопичувача або мережі) і має змогу друкувати текстову та іншу графічну інформацію на папері чи плівці.
Надрукований документ також називають роздруківкою або твердою копією (англ. hard copy).

## Способи з'єднання принтера

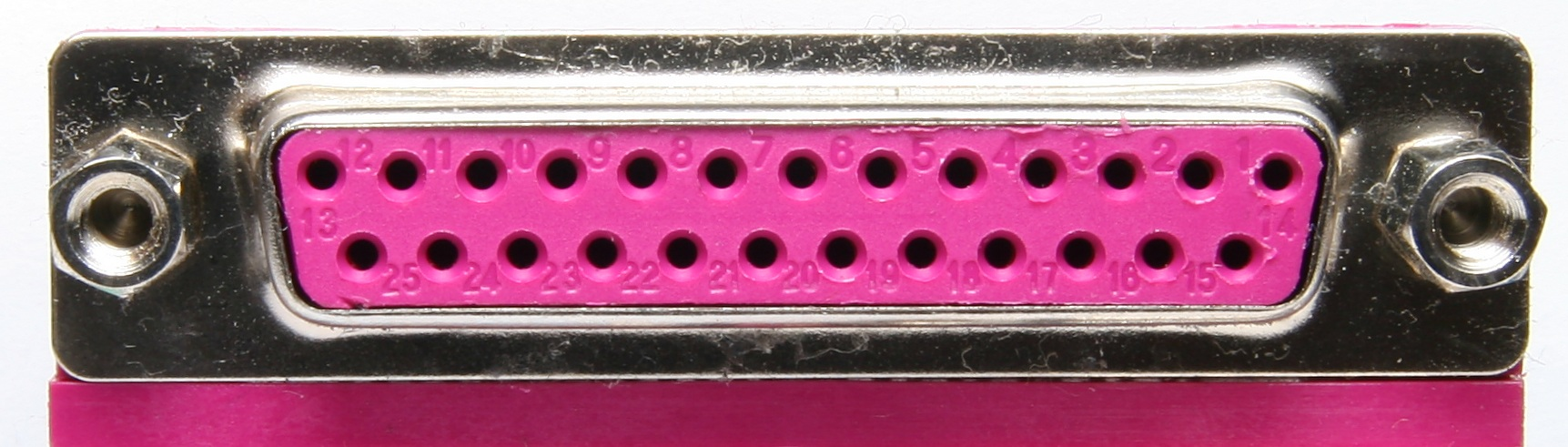
25-контактний 2-рядний роз'єм IEEE 1284-A, що широко застосовувався на ПК для підключення принтерів у 1990—2000 роках.

Принтер можна приєднувати до комп'ютера за допомогою
- одностороннього або двостороннього паралельного інтерфейсу[7]
- послідовних інтерфейсів, таких як послідовний порт (RS 232) або USB[7]
- SCSI інтерфейсу[7]
- Ethernet/LAN[7]

Можуть застосовуватися також бездротові підключення принтерів за допомогою Інфрачервоних портів, Bluetooth, Wi-Fi.
Сучасні принтери читають флеш-пам'ять, мають відеоекран і дозволяють друк без застосування комп'ютера.

## Види

### Матричні принтери

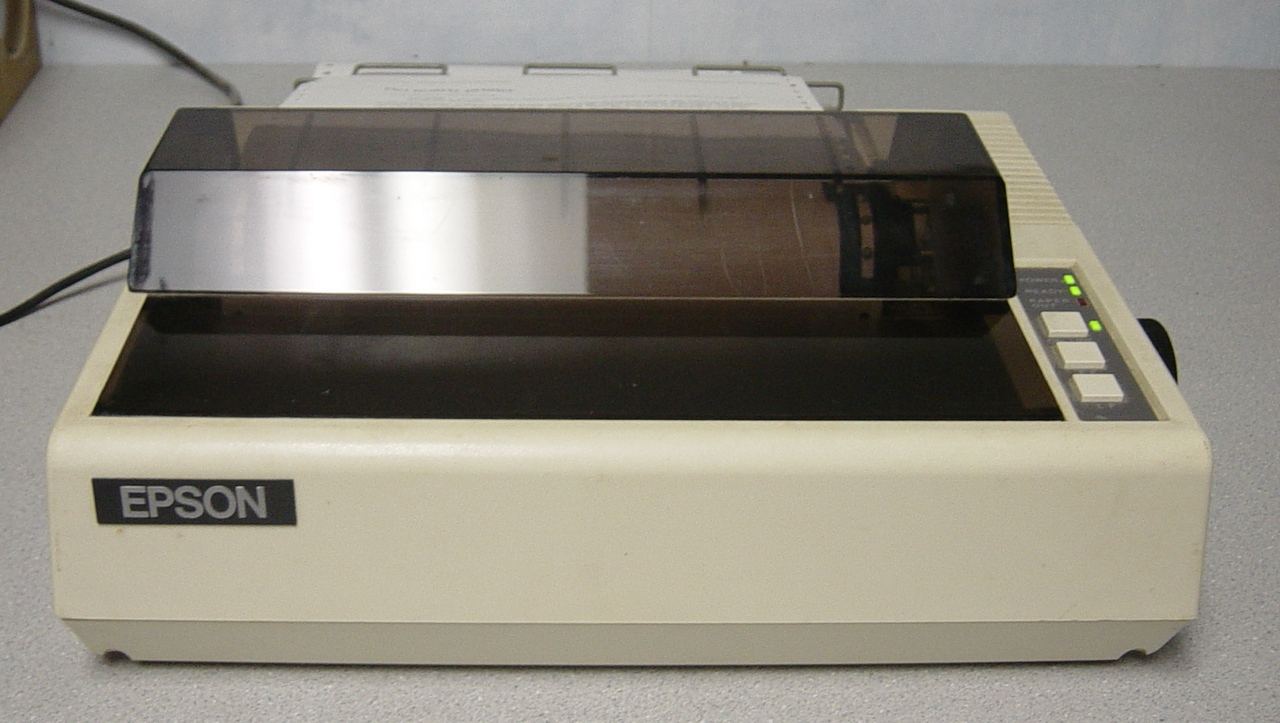
Матричний принтер Epson MX-80

Матричні принтери — найстаріші з нині вживаних типів принтерів. Зображення формується друкуючою головкою, яка складається з набору голок (голкова матриця), що приводяться в дію електромагнітами. Головка пересувається по-рядково вздовж аркуша, при цьому голки вдаряють по паперу через фарбувальну стрічку, формуючи точкове зображення. Цей тип принтерів називається послідовним ударно-матричним принтером (англ. Serial Impact Dot Matrix, SIDM).

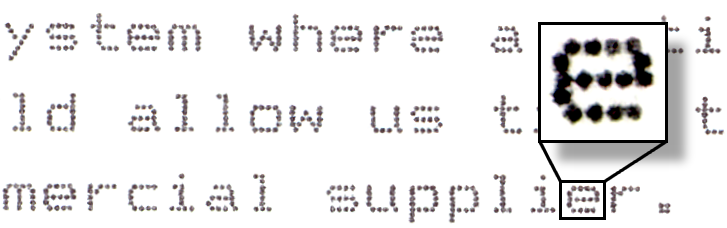
Типовий результат роботи матричного принтера в режимі draft. Цей малюнок показує фрагмент друку розміром приблизно 4,5×1.5 см

Основними недоліками матричних принтерів є: монохромность, низька швидкість роботи і високий рівень шуму. Матричні принтери поширені досі завдяки дешевизні копії (витратним матеріалом, по суті, є тільки фарбувальна стрічка) і можливості роботи з безперервним (рулонним, фальцованим) і копіювальним папером.

### Гусеничні принтери (train printer)
Набір букв закріплений на гусеничному ланцюжку.

### Ланцюжкові друкуючі пристрої (chain printer)
Характеризувалися розміщенням друкуючих елементів на сполучених в ланцюг пластинах.

### Лазерні принтери

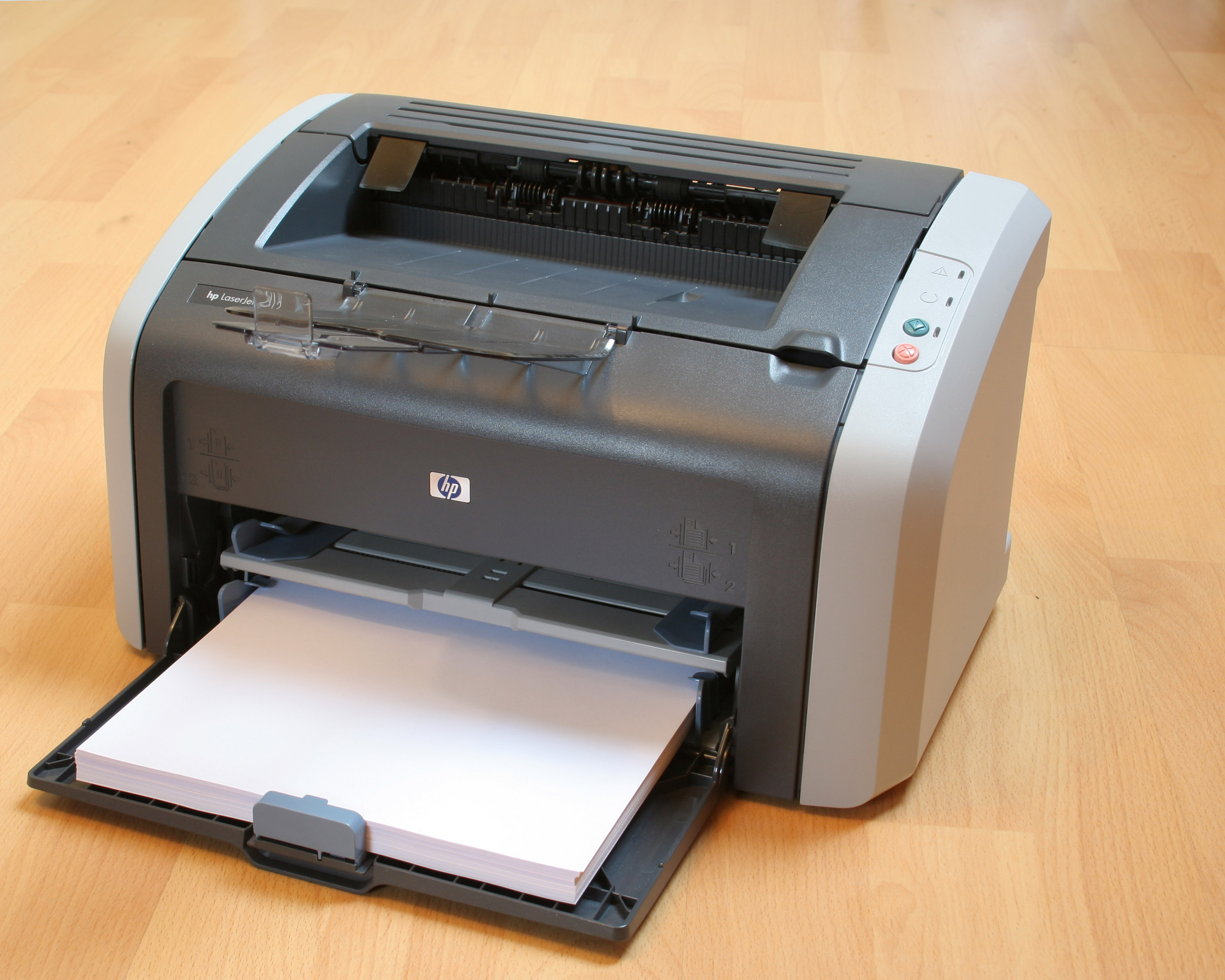
Лазерний принтер HP LaserJet 1012

Принцип технології полягав у тому, що на поверхні фотобарабану коротроном (скоротроном) заряду, або валом заряду рівномірно розподіляється статичний заряд, після цього світлодіодним лазером (або світлодіодною лінійкою) на фотобарабані знімається заряд — тим самим на поверхню барабана поміщається приховане зображення. Далі на фотобарабан наноситься тонер, після цього барабан прокочується папером, і тонер переноситься на папір коротроном перенесення, або валом перенесення. Тонер, залежно від знаку його заряду, може притягуватися до поверхні, що зберегла приховане зображення або фону. Після цього папір проходить через блок термозакріплення для фіксації тонера, а фотобарабан очищається від залишків тонера і розряджається у вузлі очищення.

### Світлодіодні принтери

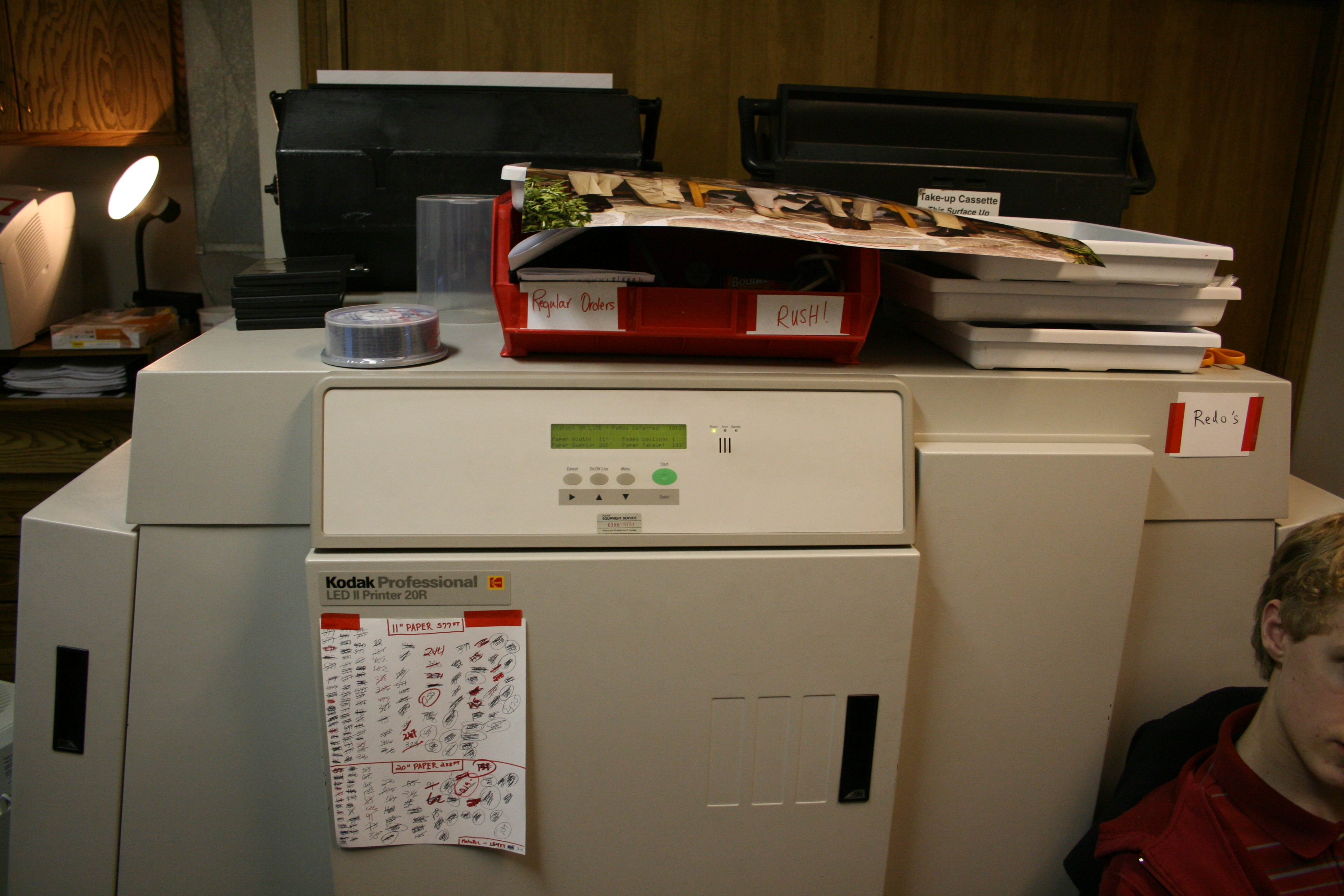
Світлодіодний принтер Kodak

Принцип роботи світлодіодних принтерів багато в чому схожий з принципом роботи лазерних. Робота принтера заснована на принципі сухого електростатичного переносу.
Принципова відмінність світлодіодного від лазерного принтера полягає в механізмі освітлення світлочутливого валу. У випадку лазерної технології це робиться одним джерелом світла (лазером), який за допомогою скануючої системи призм та дзеркал пробігає всією поверхнею валу. У світлодіодних же принтерах замість одного лазера використовується лінійка світлодіодів, розташована вздовж всієї поверхні валу. Кількість світлодіодів в лінійці становить від 2,5 до 10 тисяч штук.

### Струменеві принтери

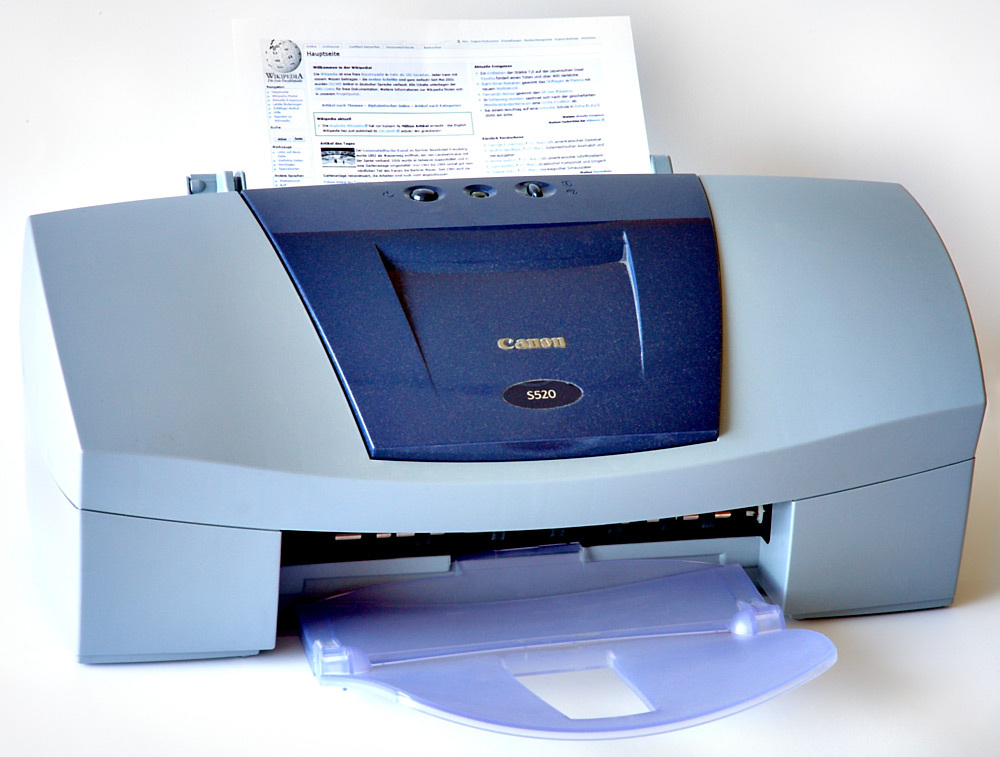
Струменевий принтер Canon S520

Такий принтер формує зображення на носієві з крапок за допомогою матриці, що друкує рідкими барвниками. Картриджі з барвниками бувають із вбудованою друкуючою головкою або друкуюча матриця є деталлю принтера, а змінні картриджі містять тільки барвник.
Якщо принтер не використовувати протягом тривалого часу (тиждень і більше), зазвичай відбувається висихання залишків барвника на соплах друкуючої головки.
Друкуючі головки струменевих принтерів створюються з використанням таких типів подачі барвника:
Безперервна подача (Continuous Ink Jet) — подача фарбника під час друку відбувається безперервно, факт попадання фарбника на задруковувану поверхню визначається модулятором потоку фарбника. У технічній реалізації такої друкуючої головки в сопло під тиском подається фарбник, який на виході з сопла розбивається на послідовність мікрокрапель (об'ємом декількох десятків піколітрів), яким додатково надається електричний заряд. Розбиття потоку фарбника на краплі відбувається розташованим на соплі п'єзокристалу, на якому формується акустична хвиля (частотою в десятки кілогерц). Відхилення потоку крапель проводиться електростатичною відхиляючою системою (дефлектором). Ті краплі фарбника, які не повинні потрапити на задруковувану поверхню, збираються в збірку фарбника і, як правило, повертаються назад в основний резервуар з фарбником.
Подача на вимогу (англ. Drop-on-demand) — подача фарбника з сопла друкуючої головки відбувається тільки тоді, коли фарбник дійсно треба нанести на відповідну соплу область задруковуваної поверхні. Саме цей спосіб подачі фарбника і набув найширшого поширення в сучасних струменевих принтерах.
У наш час існує дві технічні реалізації цього способу подачі фарбника: П'єзоелектрична (Piezoelectric Ink Jet) — над соплом розташований п'єзокристал з діафрагмою. Коли на п'єзоелемент подається електричний струм він згинається і тягне за собою діафрагму — формується крапля, яка згодом виштовхується на папір. Широкого поширення набула в принтерах компанії Epson. Технологія дозволяє змінювати розмір краплі.
Термічна (Thermal Ink Jet), також звана BubbleJet — Розробник — компанія Canon. Принцип був розроблений наприкінці 70-х років. У соплі розташований мікроскопічний нагрівальний елемент, який при проходженні електричного струму миттєво нагрівається до температури близько 500 °C, при нагріванні в чорнилі утворюються газові бульбашки (англ. bubbles — звідси і назва технології), які виштовхують краплі рідини з сопла на носій. У 1981 році технологія була представлена на виставці Canon Grand Fair. У 1985-му з'явилася перша комерційна модель монохромного принтера — Canon BJ-80. У 1988 році з'явився перший кольоровий принтер — BJC-440 формату A2, з роздільною здатністю 400 dpi.

### Сублімаційні принтери
Термосублімація (сублімація) — це швидкий нагрів фарбника, коли пропускається рідка фаза. З твердого фарбника відразу утворюється пара. Чим менша порція, тим більша фотографічна широта (динамічний діапазон) перенесення кольорів. Пігмент кожного з основних кольорів, а їх може бути три або чотири, знаходиться на окремій (або на загальній багатошаровій) тонкій лавсановій стрічці (термосублімаційні принтери фірми Mitsubishi Electric). Друк остаточного кольору відбувається в декілька проходів: кожна стрічка послідовно протягується під щільно притиснутою термоголовкою, що складається з безлічі термоелементів. Ці останні, нагріваючись, переганяють фарбник. Крапки, завдяки малій відстані між головкою і носієм, стабільно позиціонуються і виходять вельми малого розміру. До серйозних проблем сублімаційного друку можна віднести чутливість вживаного чорнила до ультрафіолету. Якщо зображення не покрити спеціальним шаром, який блокує ультрафіолет, то фарби незабаром вицвітуть. При застосуванні твердих фарбників і додаткового ламінуючого шару з ультрафіолетовим фільтром для оберігання зображення, отримувані відбитки добре переносять вологість, сонячне світло і навіть агресивні середовища, але зростає ціна фотографій. За повноколірність технології сублімації доводиться платити великим часом друку кожної фотографії.
До найвідоміших виробників термосублімаційних принтерів відносяться фірми: Mitsubishi, Sony і Toshiba. Фірми — виробники пишуть про фотографічну широту кольори в 24 біти, що більше бажане, чим дійсне. Реально, фотографічна широта кольору становить не більше 17 біт.

### Термопринтери
Друк відбувається завдяки нагріву термопаперу.
Їх застосовують для друку штрих-кодів, етикеток, чеків тощо.

### Використання принтерів не за призначенням
Останнім часом все частіше принтери стали використовуватися для друку не тільки на папері.
Наприклад, радіоаматори використовують лазерні принтери в «лазерно-прасковій» технології виготовлення плат, наносячи травну маску за допомогою лазерного принтера. Перспективною є технологія друку електронних схем за допомогою принтера, коли в картридж замість чорнила заливають спеціальні хімічні речовини.

### Тривимірні принтери
Принцип роботи 3D принтера заснований на пошаровому відтворенні 3D моделі.

## Виробники й ринок
Станом на 2020–2021, найбільшим постачальником принтерів була Hewlett-Packard, за якою йшли Canon, Brother, Seiko Epson та Kyocera. До інших виробників належать NEC, Ricoh, Xerox та Lexmark.